# Ronnie Beer
Ronald Irving Beer (Kaapstad, 1941) is een Zuid-Afrikaanse jazzmuzikant die tenor- en altsaxofoon en fluit speelt.

## Biografie
Beer had begin jaren zestig een eigen kwintet (o.a. met Tete Mbambisa en Selwyn Lissack). Met zijn Swinging City Six speelde hij op het National Jazz Festival in Johannesburg van 1963. Hij trad hier ook in Chris McGregor's Castle Lager Big Band op (The African Sound, 1963). In 1964 was hij lid van de Jazz Disciples. In de tweede helft van de jaren zestig werkte hij bij Chris McGregor; In 1968 trok hij naar Parijs en trad hij met Sunny Murray in Berlijn op. Hij werkte mee aan opnames van Gwigwi Mrwebi, Tunji Oyelana, Kenneth Terroade en Alan Silva's Celestrial Communication Orchestra. In de jazz speelde hij in de periode 1967-1971 mee op negen opnamesessies. In 1973 ging Beer naar Zuid-Afrika en vervolgens naar Ibiza, waar hij zijn muzikantenbestaan opgaf voor een loopbaan als timmerman in de scheepsbouw.
- MusicBrainz: 57026489-c162-462e-a20c-22f337583675
- Virtual International Authority File: 2145244269874480490